# Velîcikivka, Mena
Velîcikivka (în ucraineană Величківка) este localitatea de reședință a comunei Velîcikivka din raionul Mena, regiunea Cernihiv, Ucraina.

## Demografie
Componența lingvistică a localității Velîcikivka
     Ucraineană (96,7%)
     Rusă (1,65%)
     Belarusă (1,4%)
Conform recensământului din 2001, majoritatea populației localității Velîcikivka era vorbitoare de ucraineană (96,7%), existând în minoritate și vorbitori de rusă (1,65%) și belarusă (1,4%).